# Tenebrizem
Tenebrizem iz italijanskega tenebroso ('temen, mračen, skrivnosten'), ki ga občasno imenujemo tudi dramatična osvetlitev, je slog slikanja z uporabo posebej izrazite svetlobe, kjer so siloviti kontrasti svetlobe in teme in kjer tema postane prevladujoča značilnost slike. Tehnika je bila razvita za dodajanje dramatike sliki s pomočjo reflektorja  in je pogosta na baročnih slikah. Tenebrizem se uporablja samo za dramatičen učinek, medtem ko je chiaroscúro širši izraz, ki zajema tudi uporabo manj ekstremnih kontrastov svetlobe za povečanje iluzije tridimenzionalnosti.
Izraz je nekoliko nejasen in se mu sodobni umetnostni zgodovinarji običajno izogibajo.

## Barok
Umetnik Caravaggio je na splošno zaslužen za izum sloga, čeprav so to tehniko uporabljali tudi zgodnejši umetniki, kot so Albrecht Dürer, Tintoretto in El Greco. Izraz se običajno uporablja za umetnike od 17. stoletja naprej. Artemisia Gentileschi, baročna umetnica in privrženka Caravaggia, je bila izjemna predstavnica tenebrizma.
El Greco je naslikal tri različice kompozicije z dečkom, moškim in opico, združene v temi okoli enega plamena. Med najbolj znanimi tenebrističnimi umetniki so: italijanski in nizozemski privrženci (šola iz Utrechta) Caravaggia, Francisco Ribalta, Jusepe de Ribera in njihovi španski privrženci.
Tenebrizem se najpogosteje uporablja za španske slikarje 17. stoletja. Včasih se uporablja tudi za druge slikarje 17. stoletja v tako imenovani "tradiciji sveč". Sem spadajo Georges de La Tour, ki je naslikal številna dela, osvetljena z eno samo svečo, Trophime Bigot, Gerrit van Honthorst in Rembrandt. V Flandriji so Adama de Costerja prepoznali kot vodilnega tenebrista, ki se je odlikoval v prizorih, v katerih svetlobo ene same sveče blokira predmet. Nizozemski umetnik Godfried Schalcken je naslikal številne prizore, osvetljene s svečami. Severni slikarji (vendar ne vedno Rembrandt) so s svojo ekstremno razsvetljavo pogosto dosegali razpoloženje tišine in miru, prej obratno od vtisa, ki so si ga namenili španski slikarji. Običajno jih zanimajo zelo slabo osvetljena področja slike kot tista, ki jih osvetljujejo na kraju samem, in njihova svetloba se nežno razprši po večjem delu slike.
Izraza Adam Elsheimer ne uporablja pogosto, čeprav je bil pomemben inovator pri slikanju nočnih prizorov z omejenimi osvetljenimi predeli.

## Poznejši razvoj
Kasneje so podobne kompozicije naslikali Joseph Wright iz Derbyja in drugi umetniki romantičnega gibanja, vendar se izraz redko uporablja za označevanje njihovega dela na splošno.